# Virgini Tricost
Els Virgini Tricost (llatí: Verginius Tricostus) foren una branca patrícia de la gens Virgínia força nombrosa, que al seu torn es va dividir en diverses branques, cadascuna amb un agnomen: els Celiomontà, els Esquilí i els Rútil. Els dos primers indiquen la procedència de la seva llar: el turó del Celi i l'Esquilí respectivament; mentre que Rútil deriva de l'adjectiu llatí rutilus 'rogenc', probablement fent referència al color dels cabells d'algun membre de la gens.
Els que van portar el cognom Rútil o els que no van portar cap cognom, són:
- Òpiter Virgini Tricost, cònsol el 502 aC.
  - Pròcul Virgini Tricost Rútil, cònsol el 486 aC i probablement germà de l'anterior.
  - Tit Virgini Tricost Rútil, cònsol el 479 aC i probablement germà de l'anterior.
  - Aulus Virgini Tricost Rútil, cònsol el 476 aC i probablement germà de l'anterior.
  - Òpiter Virgini Tricost Esquilí, cònsol el 478 aC i fill de l'anterior.
- Aulus Virgini Tricost Celiomontà, probablement germà d'Òpiter Virgini Tricost.
  - Tit Virgini Tricost Celiomontà, cònsol el 496 aC.
  - Aulus Virgini Tricost Celiomontà, cònsol el 494 aC germà de l'anterior.
    - Aulus Virgini Tricost Celiomontà, cònsol el 469 aC fill de l'anterior.
    - Espuri Virgini Tricost Celiomontà, cònsol el 456 aC germà de l'anterior.
      - Tit Virgini Tricost Celiomontà cònsol el 448 aC fill o nebot de l'anterior.
      - Luci Virgini Tricost, cònsol el 435 aC de relació insegura amb els anteriors.
        - Luci Virgini Tricost Esquilí, tribú amb potestat consular el 402 aC fill de l'anterior.
          - Luci Virgini Tricost, tribú amb potestat consular el 389 aC i tal vegada fill de l'anterior.